# Sophilos

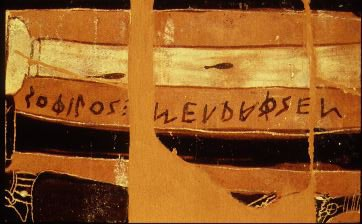
Signatur des Sophilos als Maler: Sophilos me egrafsen („Sophilos hat mich bemalt.“)

Sophilos (altgriechisch Σώφιλος) war ein attischer Töpfer und Vasenmaler des schwarzfigurigen Stils, der um 590–570 v. Chr. tätig war.
Sophilos ist der älteste derzeit namentlich bekannte attische Vasenmaler. Von ihm sind in Athen zwei signierte Fragmente von Weinkesseln (Dinoi) erhalten, aus denen hervorgeht, dass er sie bemalt und auch die Gefäße selbst gemacht hat. Insgesamt werden ihm heute 37 Vasen, vor allem Amphoren, Dinoi und Krater sowie drei Pinakes zugeschrieben. Neben seiner Tätigkeit für den heimischen Markt gehörte er zu den Meistern, die maßgeblich daran beteiligt waren, dass die attischen Vasen im etruskisch-italischen und unteritalisch-griechischen Raum, dem wichtigsten Exportziel griechischen Vasen, die Korinthische Vasenmalerei verdrängte. Seine Arbeiten wurden selbst bis in den Schwarzmeerraum, nach Syrien und nach Ägypten (Naukratis) exportiert.
Er gehörte zu den ersten Malern, die für ihre Werke Deckfarben in großem Stil einsetzten und so den optischen und künstlerischen Abstand der schwarzfigurigen Vasenmalerei zur korinthischen Vasenmalerei erheblich vergrößerten. Während Sophilos in seinen Ornamenten und Tierdarstellungen noch an alte Traditionen festhielt, beschritt er mit den dazwischengeschobenen, meist mythologischen Szenen völlig neue Wege. Er durchbrach die standardisierten Szenerien, ließ Figuren teilweise einzeln agieren und erzählte das Geschehen auf witzige, völlig unkonventionelle Art neu. Mit zunehmender Reife seines eigenen Stils, drängte er das ornamentale Design zugunsten der Figurendarstellungen, die immer größeren Platz einnahmen, zurück. Stilistisch stehen seine Arbeiten dem späten Gorgo-Maler nahe, den er weiterentwickelt und dadurch den Weg für Klitias ebnet, der dann in der Françoisvase seinen Höhepunkt findet.
Trotz seines fortschrittlichen Bildaufbaus und des Talents, immer wieder neue Szenerien zu erschaffen, war seine Strich meist nicht sehr sorgfältig, was aber dem Gesamteindruck seiner Werke kaum schadet.

## Werke (Auswahl)

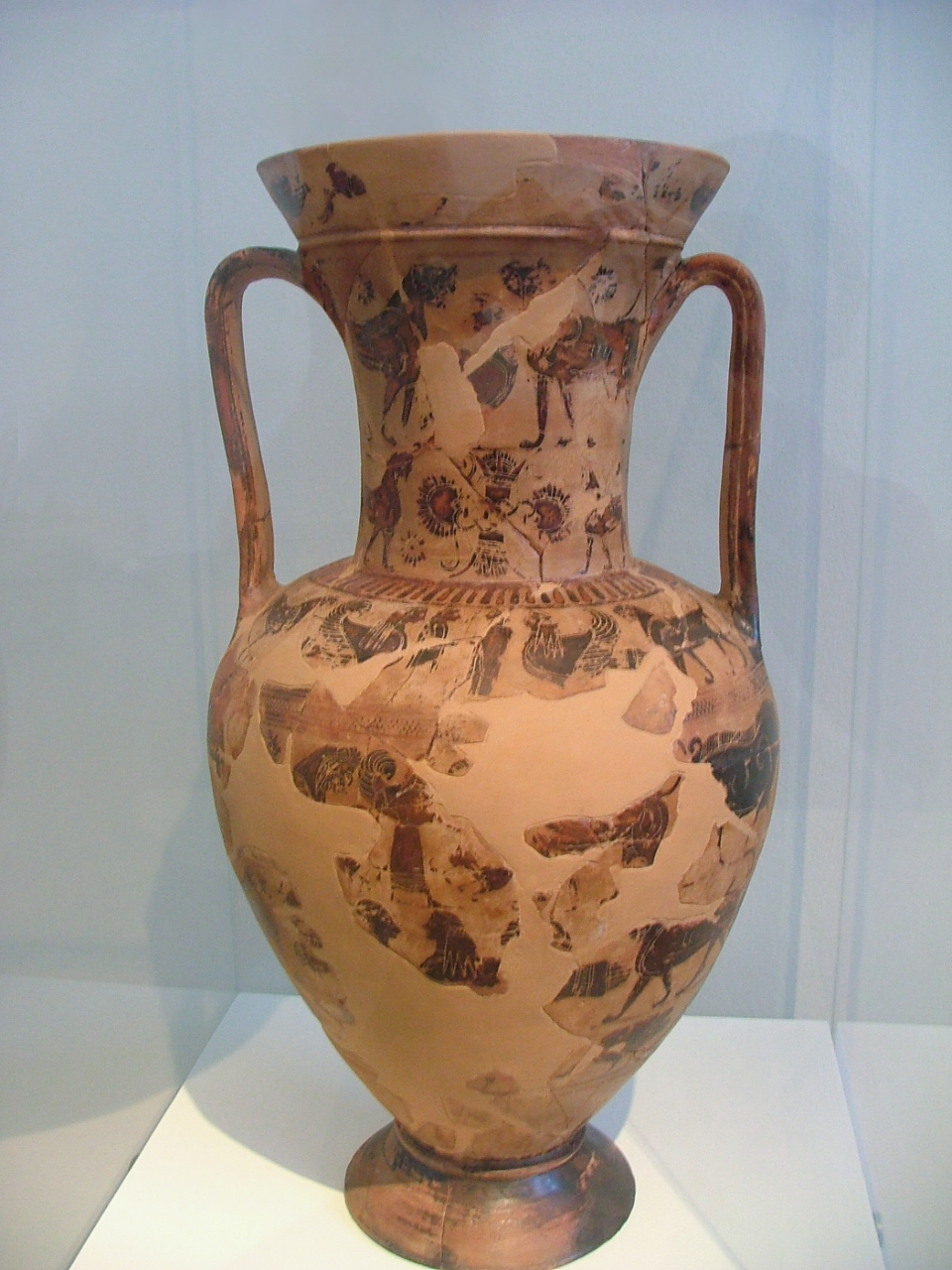
Halsamphora. Spätwerk (um 580 v. Chr.). Auf dem Hals Hermes zwischen Sphingen, auf dem Körper neben Artemis Tiere, Pflanzen, Sphingen und Gänse. Gefunden in Marathon

- Athen, Nationalmuseum

Halsamphora 991 • Kelchkrateriskos 995 • Halsamphora 1036 • Fragment eines Dinos 15499 • Zwei Fragmente eines Luterion aus dem Kuppelgrab von Menidi 15918 und 15942
- ehemals Berlin, Antikensammlung

Bauchamphora F 1683 (seit 1945 verschollen)
- Boston, Museum of Fine Arts

Dreifußkothon 98.915
- Jena, Friedrich-Schiller-Universität

Amphora
- London, British Museum

Dinos 1971.11-11